# Добре сидимо!
«Добре сидимо!» (рос. «Хорошо сидим!») — радянський художній фільм 1986 року, випущений на кіностудії «Мосфільм».

## Сюжет
Фільм сатирично зображує пияцтво і його наслідки. П'ятеро товаришів по чарці люблять випити і пожартувати. Коли випити нічого, вони вдаються до різних хитрощів, які, при вічно тремтячих руках і повній відсутності розуму, кого приводять в міліцію, а кого в лікарню. Вони познайомилися випадково в вагоні поїзда. І вирішили випити горілочки. У підсумку учасники застілля потрапляють в міліцію. Але на цьому пригоди співтоваришів не закінчилися, вони з'явилися на зимовому полюванні…

## У ролях
- Олег Анофрієв —  водій легкової (у другій половині фільму — автослюсар) службової машини «Шеф» / озвучка ролі інтелігента-пасажира (Борислав Брондуков)
- Володимир Носик —  тележурналіст
- Лариса Удовиченко —  Алевтина Єгорівна («Ляля»)
- Спартак Мішулін —  пасажир-«штовхач» (експедитор з постачання)
- Роман Ткачук —  Петро Єрофійович Іванов
- Євген Моргунов —  пасажир-футбольний суддя
- Юрій Медведєв —  пасажир-посаджений батько на весіллі
- Борислав Брондуков —  пасажир-інтелігент, здобувач кандидатської дисертації, сусід по купе, що п'є
- Микола Скоробогатов —  єгер
- Віктор Іллічов —  пасажир з пляшкою «Боржомі»
- Михайло Кокшенов —  холостяк Едік
- Тетяна Кравченко —  Віра, попутниця Едіка
- Леонід Харитонов —  чоловік зі зустрічного поїзда (випадковий попутник «Шефа» в черзі за кавуном для внучки)
- Лариса Віккел —  слідчий
- Віктор Філіппов —  Сітюлін, капітан міліції

## Знімальна група
- Режисер — Мунід Закіров
- Сценаристи — Яків Костюковський, Моріс Слободськой
- Оператор — Віктор Піщальников
- Композитор — Шандор Каллош
- Художник — Валентин Поляков